# Hannes Kolehmainen
Juho Pietari Kolehmainen, detto Hannes e conosciuto anche come Johannes Petteri Kolehmainen (Kuopio, 9 dicembre 1889 – Helsinki, 11 gennaio 1966), è stato un maratoneta e mezzofondista finlandese, vincitore di quattro medaglie d'oro e una d'argento ai Giochi olimpici fra il 1912 ed il 1920.
Fu il primo sportivo finlandese ad essere soprannominato Flying Finn.

## Biografia
Fu una delle stelle dei Giochi olimpici di Stoccolma 1912, dove vinse i 5000 m, i 10000 m, il cross e l'argento nel cross a squadre. Nella gara dei 5000 m fu protagonista di un memorabile duello con il francese Jean Bouin, che venne sconfitto solo negli ultimi metri stabilendo anche il record mondiale.
Al tempo la Finlandia era ancora parte della Russia, e sebbene ci fossero squadre separate ai Giochi, in occasione delle vittorie di Kolehmainen fu issata la bandiera russa, facendogli affermare che quasi sperava di non aver vinto.
Dopo la prima guerra mondiale si dedicò alla maratona e in questa specialità vinse ai Giochi olimpici di Anversa 1920. Fu in gara anche quattro anni dopo a Parigi, ma non completò la prova.
La Finlandia trovò un suo degno successore in Paavo Nurmi, insieme al quale accese la fiamma olimpica dei Giochi olimpici di Helsinki 1952.
Kolehmainen è stato detentore dei record mondiali dei 3000 m, 5000 m e maratona.
Muore all'inizio del 1966 ed oggi riposa nel Cimitero di Kulosaari.

## Palmarès
| Anno | Manifestazione  | Sede      | Evento            | Risultato | Prestazione | Note            |
| ---- | --------------- | --------- | ----------------- | --------- | ----------- | --------------- |
| 1912 | Giochi olimpici | Stoccolma | 5000 m piani      | Oro       | 14'36"6     | Record mondiale |
| 1912 | Giochi olimpici | Stoccolma | 10000 m piani     | Oro       | 31'20"8     | Record olimpico |
| 1912 | Giochi olimpici | Stoccolma | 3000 m a squadre  | Batteria  | 12 p.       | [ 1 ]           |
| 1912 | Giochi olimpici | Stoccolma | Cross individuale | Oro       | 45'11"6     |                 |
| 1912 | Giochi olimpici | Stoccolma | Cross a squadre   | Argento   | 11 p.       |                 |
| 1920 | Giochi olimpici | Anversa   | Maratona          | Oro       | 2h32'35"8   | Record mondiale |
| 1924 | Giochi olimpici | Parigi    | Maratona          | Finale    | dnf         |                 |

## Altre competizioni internazionali
1907
- Bronzo alla Maratona di Helsinki ( Helsinki) - 2h57'25"
- Bronzo alla Maratona di Viipuri ( Viipuri) - 3h06'19"

1908
- 4º alla Maratona di Viipuri ( Viipuri) - 2h52'36"

1909
- Oro alla Maratona di Hanko ( Hanko) - 3h10'31"
- 4º alla Maratona di Helsinki ( Helsinki) - 3h12'19"

1917
- 4º alla Maratona di Boston ( Boston) - 2h31'58"